# Épuration (politique)
Pour les articles homonymes, voir Épuration.
Dans le domaine socio-politique, l’épuration, terme utilisé au sens propre en matière physique, chimique, ou médicale, consiste en l’élimination du corps social des membres jugés indignes d’en faire partie ou considérés comme indésirables.
On parle dans le même sens de purge, mais ce mot a pris un sens historique précis, désignant les purges dans l’appareil communiste.
Parmi les vagues d’épuration historiques, en France, on compte notamment :
- l'épuration démarrée après la répression des journées de Juin 1848 qui voit notamment une « grande purge » de l'enseignement public entre 1848 et 1852, avec l'élimination des instituteurs, professeurs et membres de la haute administration ayant manifesté des sympathies pour les idées démocratiques ou « sociales », mais aussi la dissolution du Conseil d'État et d'autres corps[1] ;
- l'épuration de la fonction publique (1877-1883), lors de l'installation de la Troisième République qui voit, après la crise du 16 mai 1877 se succéder une « orgie de fonctionnaires républicains » par les conservateurs (Mac Mahon, De Broglie et Fourtou) puis un mouvement de sens inverse de « main-mise sur la fonction publique » par les ministres républicains à partir de 1879[2] ;
- l'affaire des fiches, épuration des officiers catholiques entre 1900 et 1913, avec l'aide du Grand Orient de France ;
- l’épuration par le régime de Vichy entre 1940 et 1944 ;
- l’épuration à la Libération.

Dans le reste du monde, les évènements suivants sont des épurations :
- la purge de Pride en 1648, au cours de la deuxième guerre civile anglaise ;
- l’épuration et les Grandes Purges en Union soviétique dans les années 1930 ;
- l'épuration au sein du parti nazi contre la SA en 1934 ;
- l’épuration communiste en Europe de l’Est entre 1945 et 1965 ;
- l’épuration anti-communiste aux États-Unis entre 1950 et 1955 ;
- l’épuration maoïste en Chine communiste ;
- les massacres anti-communistes de 1965 en Indonésie ;
- la purge politique de Saddam Hussein en 1979 du Parti Baas.

## Citations
- Le dictionnaire de l’Académie française, dans sa huitième édition (1932), donne : « Épuration d’un corps politique, d’un personnel administratif ».
- « Poursuivre sans faiblir cette épuration de nos cadres » (Joseph Joffre, Mémoires, t. 1, 1914, p. 478)

### Jean Anouilh
« D'ANOUVILLE un peu triste - Votre majesté compte faire une épuration ?

NAPOLÉON frappé - Épurer ! Voilà un mot auquel je n'aurais pas pensé. (Il considère d'Anouville.) Vous ne manquez pas de talent, mon petit. C'est dommage que vous soyez dans la lune, je vous aurais employé ! Jusqu'ici on avait toujours parlé de répression. C'était trop franc. (Il se met le mot dans la bouche avec ravissement.) « L'épuration. » Cela a un petit air hygiénique. C'est une trouvaille ! Vous avez des tablettes ? (D'Anouville lui en tend.) Je note le mot. (Il répète, ravi.) « L'épuration. » (Il a une idée.) Et purge, peut-être ? Non, ça fait sale, ça fait colique. (Il répète, satisfait.) « L'épuration. »

[…]

NAPOLÉON - Je fais ma liste pour l'épuration. J'ai besoin de vous.

LE MARÉCHAL surpris - L'épuration ?

NAPOLÉON ravi - Oui. C'est un nouveau mot que j'ai trouvé ! Répression n'est plus dans ma nouvelle ligne. »

— Jean Anouilh, La Foire d'empoigne.